# Мышковец, Юрий Михайлович
Юрий Михайлович Мышковец (род. 1 июня 1971, Зеленовский район, Уральская область) - Российский тяжелоатлет. Заслуженный мастер спорта России. Многократный чемпион и призёр мировых и европейских первенств по тяжёлой атлетике, внутрироссийских соревнований. Установил 7 рекордов России.
Воспитанник детско-юношеской школы Новочебоксарского производственного объединения «Лад». Окончил Новочебоксарское ПТУ № 14.
Окончил Санкт-Петербургский национальный государственный университет физической культуры, спорта и здоровья им. П. Ф. Лесгафта (2011г). Служил в Ленинградском военном округе. С 2010 тренер-преподаватель Новочебоксарского училища олимпийского резерва (техникума).
Первый тренер — В. И. Белкин. Член сборной команды России с 1994 года. Заслуженный мастер спорта по тяжелой атлетике, многократный чемпион России. Заслуженный мастер спорта по тяжелой атлетике, многократный чемпион России, чемпион Европы 1996 года, призер чемпионата мира 1998 года, участник Олимпийских игр в Сиднее 2000 года в весовой категории до 85 кг.
На ХХVI Олимпийских играх выступая с не залеченной травмой занял 13 место. Подготовку к очередным олимпийским играм начал в Чувашии. В декабре 2001 года, оправившись от травмы, на чемпионате страны на отдельных снарядах в г. Казань Юрий завоевал золотую медаль. Таким образом, состоялось возвращение Юрия Мышковца на помост, и началась подготовка к Олимпийским игам в Афинах 2004 года. В феврале 2003 г. Юрий стал чемпионом России в весовой категории до 85 кг, набрав в сумме двоеборья 377,5 кг. И сразу поднялся в мировом рейтинге на 7 позицию. В апреле 2003 г., выступая на чемпионате Европы в Греции в составе сборной команды России, Юрий завоевал серебряную медаль, набрав в сумме двоеборья 380 кг и установил новый рекорд страны в толчке (212,5 кг.). На чемпионате мира в ноябре 2003 г. в Канаде Юрий Мышковец занял шестое место (сумма двоеборья 370: Рывок 170кг/ толчок 200кг). К сожалению, после перенесенной травмы на коленный сустав в декабре 2003 года, Юрий пропустил ряд главных турниров сезона- 2004: чемпионат России в феврале и чемпионат Европы в апреле. К счастью, благодаря всесторонней поддержке Минспорта Чувашии и его близких друзей и тренера, физическая форма спортсмена были полностью восстановлены. На прошедшем в Подольске 12 июня отборочном турнире Юрий Мышковец уверенно одержал победу, в сумме двоеборья выполнив результат мирового стандарта: 390 кг, что значительно выше результата прошлогоднего чемпиона страны. По оценке специалистов и личного тренера Геннадия Иванова, являющегося Президентом федерации тяжелой атлетики Чувашии, Юрий Мышковец на этом турнире еще раз показал, что у него есть все шансы завоевать «золото» на Олимпийских играх.
C 2010 года - тренер-преподаватель Новочебоксарского училища олимпийского резерва (техникума).
- Хронология достижений

1. мастер спорта России по тяжёлой атлетике 1991 г.
2. призёр чемпионата России 1993 г.
3. мастер спорта России международного класса 1993 г.
4. чемпион России 1994 г.
5. Чемпион Европы 1996 г. (сумма двоеборья 367,5: Рывок 167,5кг/ толчок 200кг)
6. призёр чемпионата Европы 1997 г. (сумма двоеборья 377,5 кг)
7. 5 место чемпионата мира 1997 г. (сумма двоеборья 372,5: Рывок 172,5кг/ толчок 200кг)
8. 3 место чемпионата мира 1998 г. (сумма двоеборья 382,5: Рывок 175кг/ толчок 207,5кг)
9. Участник Олимпийских игр в Сиднее 2000 г. (сумма двоеборья 355,0: Рывок 162,5кг/ толчок 192,5кг) 13-е место
10. заслуженный мастер спорта России 2000 г.
11. чемпион России 2001 г.
12. Серебряный призер чемпионата Европы 2003 г. (сумма двоеборья 380: Рывок 167,5кг/ толчок 212,5кг)
13. призёр чемпионата Европы 2006 г. (сумма двоеборья 372 кг)

- Лучшие результаты

1. 2003 год. — рекорд России в толчке 212,5 кг.